# Podplanina
Podplanina je naselje v Občini Loški Potok.